# Крикуни 2: Полювання
«Крикуни 2: Полювання» (англ. Screamers: The Hunting) — науково-фантастичний відеофільм жахів 2009 року режисера Шелдона Вілсона. Продовження фільму «Крикуни» 1995 року.

## Сюжет
Група людей прибуває на Сіріус 6-Б після отримання звідси сигналу SOS. Вважається, що на планеті винищені всі крикуни — рукотворні роботи-вбивці. Як тільки загін приїжджає, вони виявляють у військовому бункері групу людей. Також виявляється, що загроза крикунів не зникла. Тепер вони можуть перетворюватися на людей.

## У ролях
| Актор          | Роль                      |
| -------------- | ------------------------- |
| Джина Голден   | лейтенант Вікторія Бронте |
| Стівен Амелл   | Гай                       |
| Яна Палласке   | Шварц                     |
| Тім Розон      | Мейдден                   |
| Ґреґ Брик      | командер Енді Секстон     |
| Ленс Генріксен | Орсов                     |